# Saint-Cast-le-Guildo
Saint-Cast-le-Guildo ist eine französische Gemeinde mit 3353 Einwohnern (Stand 1. Januar 2022) im Département Côtes-d’Armor in der Region Bretagne.

## Geschichte
Während des Siebenjährigen Krieges kam es 1758 an einem Strand der Gemeinde zur Schlacht bei Saint-Cast.

### Bevölkerungsentwicklung
| Jahr      | 1962 | 1968 | 1975 | 1982 | 1990 | 1999 | 2007 |      |
| Einwohner | 2179 | 2227 | 3105 | 3165 | 3093 | 3187 | 3420 | 3351 |

## Sehenswürdigkeiten
Siehe auch: Liste der Monuments historiques in Saint-Cast-le-Guildo
- Leuchtturm
- Yachthafen
- Steine von Le Guildo

## Persönlichkeiten
- Irène Aïtoff (1904–2006), Pianistin
- Anne Beaumanoir (1923–2022), Medizinerin und Widerstandskämpferin